# Bataille de Mortagne (1795)
Pour les articles homonymes, voir Bataille de Mortagne.
Guerre de Vendée
Batailles
La bataille de Mortagne se déroule pendant la guerre de Vendée du 3 au 4 octobre 1795. Mortagne-sur-Sèvre est prise par les Vendéens le premier jour, puis reprise par les républicains le lendemain.

## Prélude
Après la rupture par Charette du traité de La Jaunaye, signé en février 1795, Charles Sapinaud de La Rairie, le général de l'Armée du Centre, hésite assez longtemps avant de reprendre les armes. Finalement le 3 octobre, il attaque sans avertissement la localité de Mortagne-sur-Sèvre,,.

## Forces en présences
Les républicains tiennent alors un poste à Mortagne, sur la route de Cholet et en dehors du bourg, commandé par le chef de bataillon Joseph Suzan,. La garnison est forte de seulement 142 hommes selon Savary et de 800 d'après Charles-Louis Chassin. Le nombre des assaillants est estimé à 8 000 par le général Caffin.
Selon les Souvenirs vendéens d'Amédée de Béjarry, les Vendéens engagent les divisions de Saint-Paul, de La Flocellière et de Beaurepaire, de l'Armée du Centre. 

## Déroulement
D'après le récit d'Amédée de Béjarry, le chevalier Louis de Chantreau arrive le premier devant Mortagne avec une troupe de 500 hommes et attaque sans attendre le reste de l'armée. Trop peu nombreux, les Vendéens sont repoussés et les républicains se lancent à leur poursuite. Cependant, Sapinaud et Béjarry arrivent peu après avec le gros de l'armée.
Cette fois, à la vue du nombre des insurgés, les républicains prennent la fuite presque sans combattre. Quelques défenseurs sont tués ou faits prisonniers. Le chef de brigade Cavailhava, du 2e bataillon des chasseurs francs du Nord, est capturé,. Les fuyards se réfugient à Cholet, poursuivis par les Vendéens qui emportent au passage le château de La Tremblaye. Certains insurgés pénètrent même dans la ville et s'emparent de vivres et de munitions entreposés dans les magasins.

## Suites
Les Vendéens font ensuite une tentative sur Châtillon, où ils sont cette fois repoussés. Dès le lendemain de la prise de Mortagne, une contre-attaque est menée par le général Jean-Baptiste Boussard. Celui-ci reprend le bourg sans rencontrer de résistance,, mais il est mortellement blessé entre Mortagne et Les Herbiers par un coup de feu tiré depuis un fossé. Il succombe à Nantes le 9 octobre,.

## Pertes
Selon l'adjudant-général Savary, 25 hommes sont tués lors de l'attaque du camp. Le chef de brigade Cavailhava est fusillé au château de Landebaudière, à la suite de la dénonciation d'un déserteur, pour avoir pris part aux colonnes infernales,,. Le commandant Suzan survit à l'attaque mais le général Hoche donne l'ordre au général Caffin de le faire « dégrader publiquement »,. La citoyenne Marquis, épouse du capitaine commandant le 10e bataillon de volontaires de la Meurthe, est capturée, puis relâchée, et laisse un témoignage sur sa détention.

## Conséquences
Hoche ordonne au général Amédée Willot, posté à Fontenay-le-Comte, de parcourir le territoire de Sapinaud avec une armée de 1 800  à   2 000 hommes. Sur son ordre, les républicains font placarder dans tous les villages : « La République enlève vos grains et vos bestiaux pour vous punir de votre perfidie dans l'affaire de Mortagne : rendez vos armes et vous aurez vos bœufs. ». 
Sapinaud est bientôt abandonné par ses troupes et se réfugie dans les territoires contrôlés par Stofflet,.